# Pedro José de Alvarado y Baeza
Pedro José de Alvarado y Baeza, sacerdote y político costarricense, Presidente de la Junta Superior Gubernativa de Costa Rica del 1 de diciembre de 1821 al 6 de enero de 1822.

## Datos personales
Nació en Cartago, Costa Rica, el 25 de junio de 1767. Sus padres fueron el teniente Pedro de Alvarado y Guevara y Manuela Baeza Espinosa de los Monteros y Maroto.

## Carrera sacerdotal
Fue ordenado como sacerdote católico alrededor de 1791. En 1797 fue cura interino de San José y en 1798 cura interino de Heredia. Posteriormente desempeñó otros cargos, hasta ser nombrado vicario eclesiástico de Costa Rica, que era el cargo más alto de la jerarquía católica local y del que tomó posesión el 18 de abril de 1820. Ejercía esas funciones en 1821, cuando se produjo la separación de Costa Rica de España. Posteriormente se le elevó a vicario foráneo. Renunció a esa dignidad en 1835.

## Presidente de la Junta Superior Gubernativa
Fue miembro de la Junta de Legados de los Pueblos que gobernó Costa Rica del 12 de noviembre al 1° de diciembre de 1821, bajo la presidencia del presbítero Nicolás Carrillo y Aguirre. 
Al concluir las sesiones de la Junta de Legados y emitirse con carácter interino el Pacto de Concordia, Alvarado y Baeza fue elegido para formar parte de la Junta Gubernativa interina que asumió funciones el 1° de diciembre de 1821, así como para presidirla. Ejerció la presidencia de la Junta hasta la conclusión de sus funciones el 6 de enero de 1822. Durante su gobierno se celebraron comicios para elegir la Junta de Electores que asumió el poder el 6 de enero de 1822, bajo la presidencia de Rafael Barroeta y Castilla.
Fue partidario de la unión de Costa Rica al Imperio Mexicano de Agustín I.

## Fallecimiento
Murió en Cartago, Costa Rica, el 8 de julio de 1839. En su testamento instituyó numerosos legados en favor de templos, de los pobres y para la dote de jóvenes huérfanas y virtuosas de Cartago.
Su hijo Juan Fernando Echeverría fue designado a la Presidencia.